# مقاطعة غرافتون (نيوهامشير)
مقاطعة غرافتون (بالإنجليزية: Grafton County, New Hampshire)‏ هي إحدى مقاطعات ولاية نيوهامشير في الولايات المتحدة. تأسست سنة 1769، بلغ عدد سكانها 89118 نسمة في عام 2010 حسب إحصاء مكتب تعداد الولايات المتحدة وتصل الكثافة السكانية فيها 20 نسمة/كم2.

## أعلام
- فينس غيج
- ريتش غيل
- جون بال
- جيوفري هيندريكس
- ألانيس أوبومزاوين

## وصلات خارجية
- www.graftoncountynh.us
- United States Counties

قالب:مقاطعات نيوهامشير